# Sint-Antonius van Paduakerk (Lokeren)
De Sint-Antonius van Paduakerk, in de volksmond de Patershofkerk of Paterskerk genoemd, is een kloosterkerk in de Oost-Vlaamse stad Lokeren, gelegen aan Luikstraat in de stadskern. Naast de kerk ligt het Patershof.

## Geschiedenis
De minderbroeders vestigden zich hier in 1848, aanvankelijk in een herenhuis. Van 1850-1852 werd de kloosterkerk gebouwd naar ontwerp van Joseph Stevens. In 1886 werd de voorgevel geheel herbouwd in neogotische trant, naar ontwerp van Jules De Somme en Emile Van Hoecke-Peeters. In 1870 werden achter de kerk nieuwe kloostergebouwen opgetrokken. Deze gebouwen werden na het vertrek van de paters gesloopt.

## Gebouw
De kerk is een sobere bakstenen pseudobasiliek met de voorgevel naar de straatzijde gericht en een dakruiter aan de koorzijde.
Het kerkmeubilair en de aanwezige schilderijen dateren alle uit het midden van de 19e eeuw.